# 约翰·契弗
約翰·齊佛（英語：John Cheever，1912年5月27日—1982年6月18日），美國小說家、短篇故事作家。他被認為是20世紀最重要的短篇小說作家之一。雖然約翰·齊弗以短篇小說聞名，他還創作四本長篇小說，並獲得1958年美國國家圖書獎。

## 獎項
- 歐·亨利獎
- 美國國家圖書獎[2]
- 美國國家圖書評論獎